# Tab Two
Tab Two – niemiecki zespół acidjazzowy, założony na początku lat 90. XX wieku przez basistę Hellmuta Hattlera i trębacza Joo Krausa. Pierwszy wyraz nazwy zespołu jest skrótem od „Trumpet and Bass”, a „Two” oznacza dwóch wykonawców (reszta muzyki była wykonywana na instrumentach elektronicznych).
Byli obok Us3 uznawani za ikony acid-jazzu. Muzycy stworzyli swój niepowtarzalny styl, który określali mianem Hip-jazz – połączenie hip-hopu i acid-jazzu. W ich utworach często było słychać typowo hip-hopowy wokal – zawsze po angielsku z elementami francuskimi, co było spowodowane znaczącym wpływem amerykańskiej kultury na muzyków w czasie ich młodości, gdy mieszkali oni w Ulm, w amerykańskiej strefie okupacyjnej Niemiec.
Zespół rozpadł się w 1999 r. w dość niejasnych okolicznościach. W ciągu swojej prawie 10-letniej kariery, muzycy nagrali 8 albumów. Na scenę ponownie powrócili w 2012 r.

## Dyskografia
- Mind Movie (1991)
- Space Case (1992)
- Hip Jazz (1994)
- Flagman Ahead (1995)
- Belle Affaire (1996)
- Sonic Tools (1997)
- Between Us (1999)
- ...zzzipp! (2000)
- Live at the Roxy (2012)
- Two Thumbs Up (2012)
- ...zzzipp! extended (2013)